# 空軍作戰指揮部

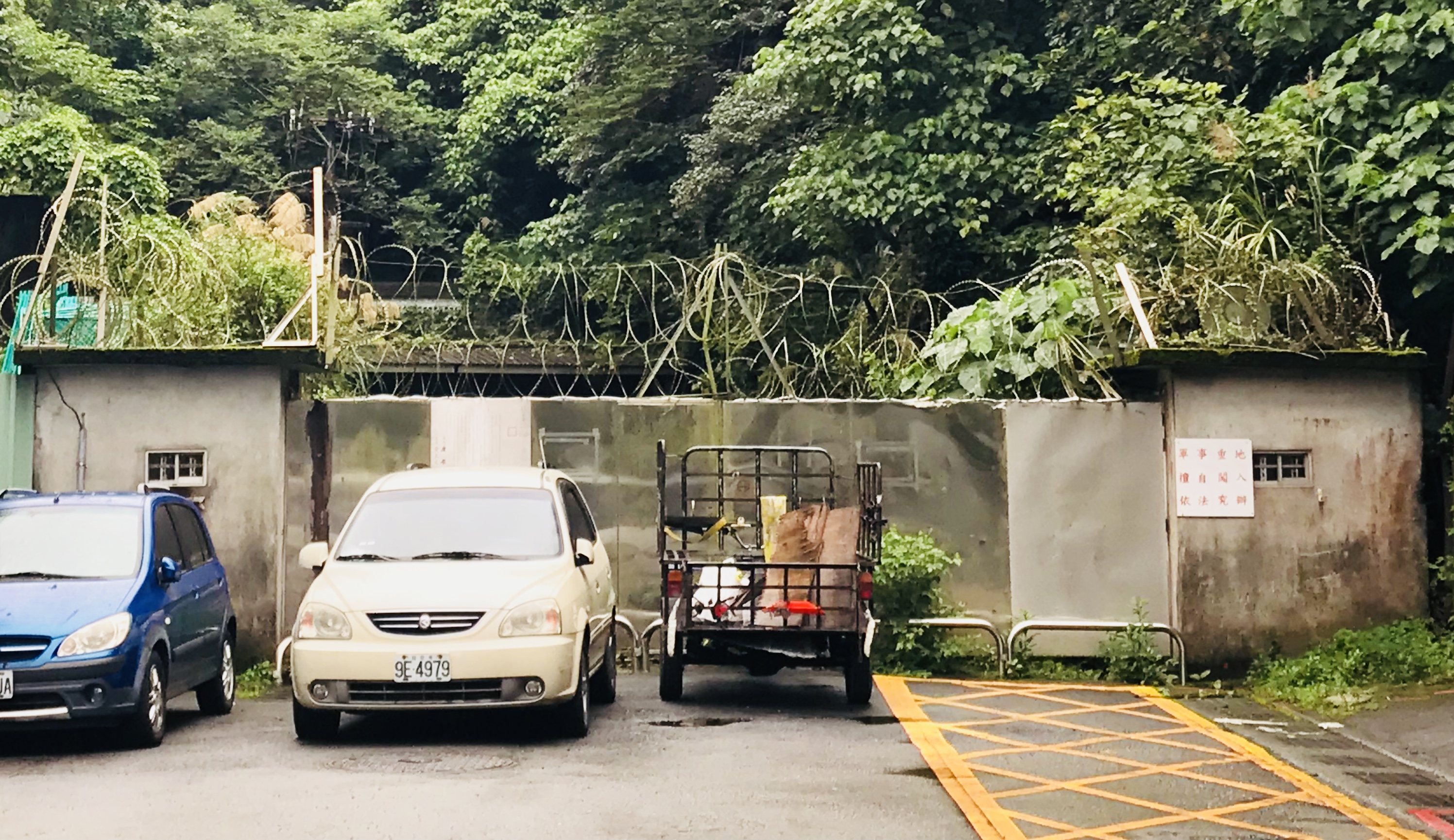
福興路底的福興隧道，為福興營區出入口

空軍作戰指揮部（簡稱空軍作戰部、空作部、聯合作戰指揮中心〈JAOC〉）為中華民國空軍所屬指揮部之一，駐地位於臺北市大安區公館蟾蜍山福興營區，隸屬國防部空軍司令部，與衡山指揮所、佳山基地同為挖空山體之抗炸基地，為空軍戰術及防空作戰最高指揮管制機構，負責作戰管制空軍各戰術作戰部隊之作戰與戰備任務訓練。
空軍作戰指揮部在戰時為國軍的聯合空中作戰中心，也是空軍各作戰部隊之指揮所。接受國軍聯合作戰指揮中心命令，負責空軍制空作戰之策劃、兵力派遣、任務賦予及作戰行動之管制；並協調友軍規劃聯合作戰之空軍兵力運用與作戰行動之配合，以達成共同任務。作為隱匿於山體內的抗炸基地，空軍作戰部也是國軍備用之聯合作戰指揮中心，保持完整之指管通情系統與作業能力，必要時接替指揮全軍的任務。

## 沿革
- 1950年4月16日，成立「國防部防空司令部」。 [4]
- 1952年1月1日奉令改隸屬空軍總司令部，銜稱「空軍防空司令部」。 [4]
- 1953年4月16日改組為「空軍作戰司令部」。 [4]
- 2006年3月1日配合組織變革，銜稱修訂為「空軍作戰指揮部」。 [4]

## 組織

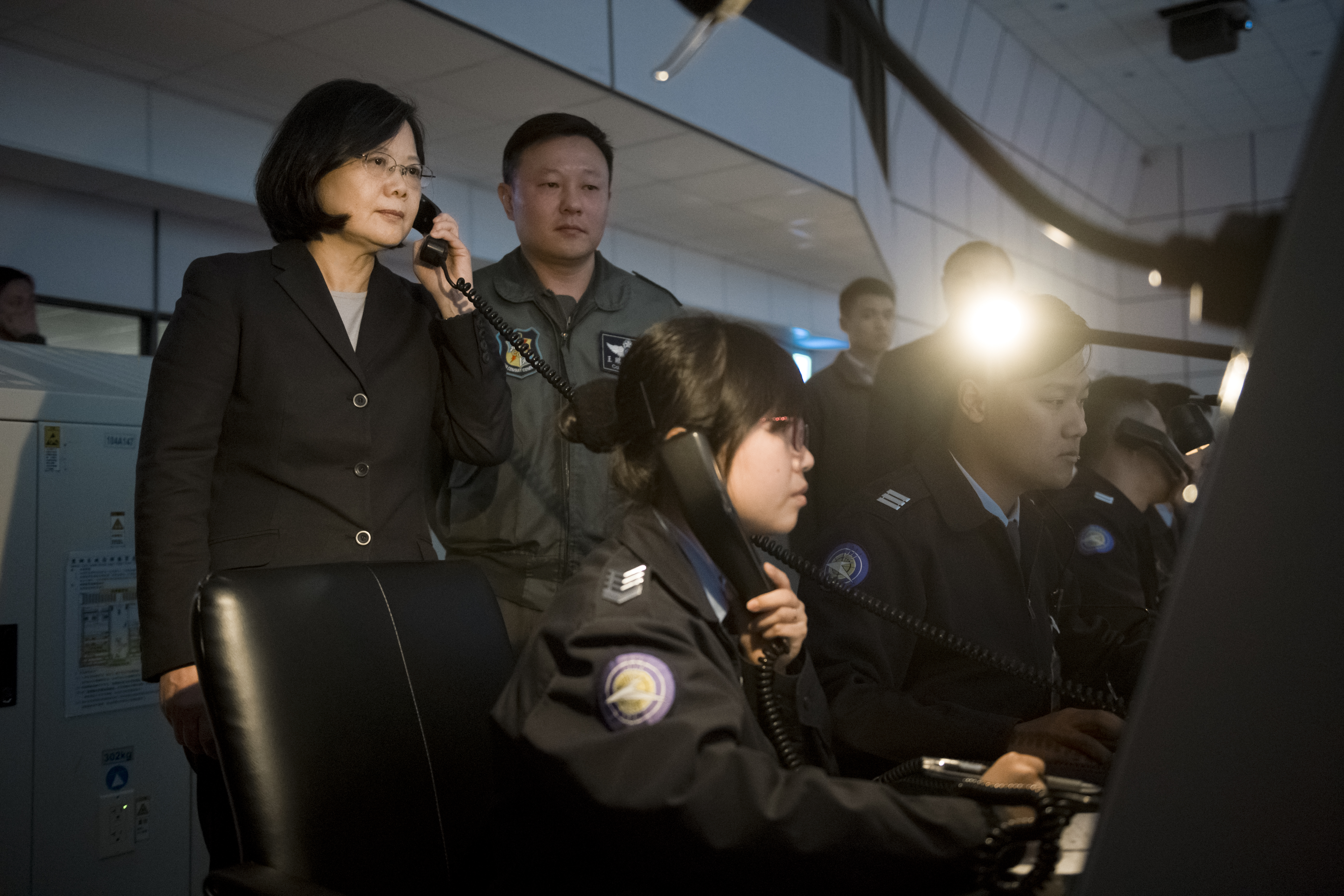
時任總統蔡英文視察空軍作戰指揮部

- 空軍作戰指揮部[4]（駐臺灣臺北市大安區） 
指揮官 中將 一位
第一副指揮官 中將 一位
第二副指揮官 少將 一位[5]
參謀長 少將 一位
副參謀長（主管作戰） 上校 一位
副參謀長（主管後勤） 上校 一位
政治作戰室主任 少將 一位
政治作戰室副主任 上校 一位
指揮部士官督導長 士官長 一位
  - 空軍戰術管制聯隊[4]（戰管聯隊，駐臺灣臺北市松山區，少將聯隊長）
    - 空軍指管系統維護中心
    - 空軍戰術管制中心(AOC)
    - 空軍北部區域作戰管制中心(ROCC)（駐臺灣臺北市中山區）
    - 空軍南部區域作戰管制中心(ROCC)（駐臺灣高雄市旗山區）
    - 空軍東部區域作戰管制中心(ROCC)（駐臺灣花蓮縣新城鄉）
      - 各預備作戰管制中心(ROCC)平時可執行任務，戰時於JAOC/ACC遭敵軍攻擊無法遂行指管時，可立即接替ACC原空中指管作業，接續遂行空中作戰指揮任務。

    - 空軍偵蒐預警中心樂山雷達站（駐臺灣新竹縣五峰鄉）
    - 空軍第一雷達中隊大漢山雷達站（駐臺灣屏東縣春日鄉）
    - 空軍第二雷達中隊（駐臺灣苗栗縣後龍鎮）
    - 空軍第三雷達中隊嵩山雷達站（駐臺灣臺北市北投區）
    - 空軍第四雷達中隊（駐中華民國金門縣金湖鎮）
    - 空軍第五雷達中隊東引雷達站（駐中華民國連江縣東引鄉）
    - 空軍第六雷達中隊（駐臺灣新北市石門區）
    - 空軍第七雷達中隊（駐臺灣澎湖縣西嶼鄉）
    - 空軍第一機動雷達分隊（駐臺灣屏東縣恆春鎮）
    - 空軍第二機動雷達分隊（駐臺灣花蓮縣壽豐鄉）
    - 空軍第三機動雷達分隊（駐臺灣臺東縣臺東市）
    - 空軍第一雷達分隊東澳嶺雷達站（駐臺灣宜蘭縣蘇澳鎮）
    - 空軍第三雷達分隊大崗山雷達站（駐臺灣高雄市阿蓮區）
    - 空軍第四雷達分隊（駐臺灣花蓮縣花蓮市）

  - 空軍通信航管資訊聯隊[4]（通航資聯隊，駐臺灣臺北市松山區，少將聯隊長）
  - 空軍氣象聯隊[4]（駐臺灣臺北市大安區，上校聯隊長）
  - 憲兵第十二中隊

## 歷任主官副主官

### 歷任司令官、歷任指揮官

#### 空軍作戰司令部 司令官
- 王叔銘中將，升至一級上將
- 陳嘉尚中將（1953年－????年），升至二級上將
- 陳有維中將（1957年－1963年）
- 雷炎均中將（1963年－1964年），升至二級上將
- 毛瀛初中將（1964年－1966年）
- 時光琳中將（1966年－1969年）
- 陳衣凡中將（1969年－1970年），升至二級上將
- 司徒福中將（1970年－1972年），升至二級上將
- 陳鍾琇中將（1972年－1974年）
- 姚兆元中將（1974年－1975年），升至二級上將
- 陳鴻銓中將（1975年－1976年）
- 劉德敏中將（1976年－1977年）
- 剛葆璞中將（1977年－1979年）
- 陳燊齡中將（1979年－1980年），升至一級上將
- 張汝誠中將（1980年－1982年）
- 梁德智中將（1982年－1985年）
- 伍廷槐中將（1985年－1986年）
- 孫平中將（1986年－1989年）
- 唐飛中將（1989年－1989年），升至一級上將
- 范里中將（1989年－1991年）
- 王學勤中將（1991年－1992年）
- 黃顯榮中將（1992年－1994年），升至二級上將
- 黃慶營中將（1994年－1995年）
- 陳肇敏中將（1995年－1996年），升至二級上將
- 王漢寧中將（1997年－1998年），升至二級上將
- 李天羽中將（1998年－2001年），升至一級上將
- 馮世寬中將（2001年－2003年），升至二級上將
- 陳家麟中將（2003年－2004年）
- 李貴發中將（2004年－2006年）

| 空軍作戰指揮部 指揮官 | 空軍作戰指揮部 指揮官 | 空軍作戰指揮部 指揮官 | 空軍作戰指揮部 指揮官 | 空軍作戰指揮部 指揮官          | 空軍作戰指揮部 指揮官 |
| 任次                  | 圖像                  | 姓名                  | 軍種軍階              | 任期                           | 備註 |
| --------------------- | --------------------- | --------------------- | --------------------- | ------------------------------ | --- |
| 第1任                 |                       | 金乃傑                | 空軍中將              | 2006年－2007年                 | 升至二級上將，後任聯勤司令，國防大學校長 |
| 第2任                 |                       | 雷玉其                | 空軍中將              | 2007年－2008年                 | 升至二級上將，空軍司令 |
| 第3任                 |                       | 劉震武                | 空軍中將              | 2008年－2010年                 | 升至二級上將，後任國防部軍備副部長 |
| 第4任                 |                       | 劉介岑                | 空軍中將              | 2010年－2010年                 | 後任漢翔航空工業股份有限公司董事長 |
| 第5任                 |                       | 沈一鳴                | 空軍中將              | 2010年－2011年                 | 升至二級上將，後任參謀本部副參謀總長，國防部常務次長，空軍司令， 國防部軍政副部長，國防部參謀總長，0102黑鷹事件因公殉職、追晉空軍一級上將及追贈青天白日勳章 |
| 第6任                 |                       | 吳萬教                | 空軍中將              | 2011年－2013年                 | 升至二級上將，後任國防大學校長 |
| 第7任                 |                       | 柯文安                | 空軍中將              | 2014年8月1日－2015年11月16日   | 後任參謀本部副參謀總長 |
| 第8任                 |                       | 張哲平                | 空軍中將              | 2015年11月17日－2016年11月30日 | 升至二級上將， 後任空軍司令、國防部軍政副部長、國防大學校長、總統府戰略顧問                                                                                 |
| 第9任                 |                       | 熊厚基                | 空軍中將              | 2016年12月1日－2018年3月15日   | 後任空軍副司令、升至二級上將，空軍司令、總統府戰略顧問 |
| 第10任                |                       | 鄭榮豐                | 空軍中將              | 2018年3月16日－2019年11月30日  | 後任空軍副司令、副參謀總長，升至二級上將，副參謀總長執行官、空軍司令                                                                                        |
| 第11任                |                       | 劉任遠                | 空軍中將              | 2019年12月1日－2021年8月31日   | 後任空軍副司令，升至二級上將，空軍司令、總統府戰略顧問 |
| 第12任                |                       | 曹進平                | 空軍中將              | 2021年9月1日－2023年1月31日    | 後任空軍參謀長、空軍副司令 |
| 第13任                |                       | 黃志偉                | 空軍中將              | 2023年2月1日－2024年7月31日    | 後任空軍副司令，升至二級上將，副參謀總長執行官 |
| 第14任                |                       | 盧建中                | 空軍中將              | 2024年8月1日－2025年6月30日    | 後任國防部總督察長 |
| 第15任                |                       | 鄧恩憐                | 空軍中將              | 2025年7月1日－                 | 現任 |

### 歷任副司令官、歷任副指揮官

#### 空軍作戰司令部 副司令官
| 空軍作戰指揮部 中將副指揮官 | 空軍作戰指揮部 中將副指揮官 | 空軍作戰指揮部 中將副指揮官 | 空軍作戰指揮部 中將副指揮官 | 空軍作戰指揮部 中將副指揮官  | 空軍作戰指揮部 中將副指揮官                                 |
| 任次                        | 圖像                        | 姓名                        | 軍種軍階                    | 任期                         | 備註                                                        |
| --------------------------- | --------------------------- | --------------------------- | --------------------------- | ---------------------------- | ----------------------------------------------------------- |
| 第1任                       |                             | 姜光華                      | 空軍中將                    | 2020年6月1日－2021年12月31日 | * 首任空軍作戰指揮部（中將）副指揮官 * 後任空軍教準部指揮官 |
| 第2任                       |                             | 王德揚                      | 空軍中將                    | 2022年1月1日－2023年4月30日  | * 後任空軍教準部指揮官                                      |
| 第3任                       |                             | 董培倫                      | 空軍中將                    | 2023年5月1日－2024年11月13日 | * 空軍司令部少將副參謀長升任                                |
| 第4任                       |                             | 陳世輝                      | 空軍中將                    | 2024年11月14日－現任         | * 空軍司令部少將副參謀長升任                                |

## 空軍作戰指揮部部徽涵義
一、盾形代表堅強鞏固的制空權。
二、指揮刀代表作戰任務的指揮權。
三、飛機及飛彈表示空軍強大之戰力。
四、電波代表戰術管制。
五、中間四個圓環分別代表本部及下轄的戰管聯隊、通航資聯隊、氣象聯隊，四環相扣、互依共存，唯有四大戰力共同發揮，才能展現空防滴水不漏的實力。

## 他國對等機構
- 日本航空自衛隊航空總隊（日语：航空総隊）
- 大韓民國空軍作戰司令部（朝鲜语：공군작전사령부）